# 子服厉伯
子服厉伯（？—？），姬姓，子服氏，名字已失考，谥厉，战国时代鲁穆公的大夫。
某一日，鲁穆公问孔伋：“我听说庞瞷氏的儿子不孝，他的行为是什么样子的？”孔伋回答说：“君子尊重贤人来推崇和发扬道德，推荐好人好事给民众作示范。庞瞷氏儿子的那种错误行为，是小人们所知道的，我不知道。”孔伋出去后，子服厉伯来拜见鲁穆公，鲁穆公对他问了同样的问题，子服厉伯回答说：“他的错误有三条”，所回答的内容是鲁穆公从来没有听说过的。这件事以后，鲁穆公重视孔伋而轻贱子服厉伯。